# Elio Germano
Elio Germano (ur. 25 września 1980 w Rzymie) − włoski aktor filmowy, teatralny i telewizyjny.

## Życiorys
Rodzice aktora pochodzą z Duronii w prowincji Campobasso. Germano urodził się w Rzymie. Mając dwanaście lat, zagrał w komedii autorstwa Franco Castellano i Giuseppe Moccia Ci hai rotto papà. W liceum uczęszczał na kursy teatralne w szkole „Teatro Azione”, prowadzonej przez Isabellę Del Bianco i Cristiano Censiego. Prawdziwą karierę filmową rozpoczął rolą Paolo w filmie Il cielo in una stanza (1999) w reżyserii Carlo Vanziny.
Następnie współpracował z takimi reżyserami, jak: Ettore Scola (Nieuczciwa konkurencja 2001), Emanuele Crialese (Respiro, 2002), Gianluca Maria Tavarelli (Liberi 2003), Dario Argento (Ti piace Hitchcock? 2005) Libero De Rienzo (Sangue – La morte non esiste 2005), Giovanni Veronesi (Che ne sarà di noi 2004), Michele Placido (Romanzo criminale 2005), Gabriele Salvatores (Quo vadis, baby? 2005, Come Dio comanda 2008), Paolo Virzì (Napoleon i ja 2006, Tutta la vita davanti 2008), Paolo Franchi (Nessuna qualità agli eroi 2007), Daniele Vicari (Il passato è una terra straniera 2008).
W 2007 otrzymał włoską nagrodę filmową David di Donatello za najlepszą główną rolę męską w obrazie Mój brat jest jedynakiem w reżyserii Daniele Luchettiego. W 2008 wcielił się w rolę Marco Baldiniego, znanego we Włoszech dziennikarza radiowego, w filmie Il mattino ha l'oro in bocca w reżyserii Francesco Patierno.
Przełomem w karierze Germano była rola w filmie Nasze życie (2010) Daniele Luchettiego. Kreacja ta przyniosła mu nagrodę aktorską na 63. MFF w Cannes oraz nagrodę Nastro d’argento dla najlepszego włoskiego aktora roku.
Obok produkcji wielkoekranowych Germano wystąpił również w serialach telewizyjnych: Un medico in famiglia 2, Padre Pio, Ferrari, Via Zanardi 33 oraz Paolo Borsellino.
Germano jest członkiem grupy rap Bestierare od 1997.

## Role teatralne
- Frammenti d'autore, reż. I. Del Bianco i C. Censi – Teatro de Cocci (1995)
- La cavia Giordano Aquilini – Teatro Le Salette, Teatro dei Satiri (1996)
- Requiem Giordano Aquilini – Teatro Dei Satiri (1997)
- Cruda Giordano Aquilini – Teatro dei Contrari, Teatro Furio Camillo (1997/98)
- Ground & Ground A. Quadrelli i M. Conte, reż. Elio Germano – Teatro Tirso (1999/00)
- A pesca di corvi Marcello Conte, reż. Marcello Conte – Teatro Colosseo (1999/00)
- Ippolito, reż. Ivano De Matteo – Festival di Terracina (2000)
- Le regole dell'attrazione B. E. Ellis, reż. Luca Guadagnino (2002)
- Verona, caput fasci E. Germano, reż. Elio Germano (2008)
- Thom Pain (basato sul niente) Will Eno, reż. Elio Germano (2010)

## Filmografia

### Filmy fabularne
- Ci hai rotto papà, reż. Castellano i Pipolo (1992)
- Il cielo in una stanza, reż. Carlo Vanzina (1999)
- Nieuczciwa konkurencja (Concorrenza sleale), reż. Ettore Scola (2001)
- Ultimo stadio, reż. Ivano De Matteo (2002)
- Respiro, reż. Emanuele Crialese (2002)
- Ora o mai più, reż. Lucio Pellegrini (2003)
- Fame Chimica, reż. Antonio Bocola i Paolo Vari (2003)
- Liberi, reż. Gianluca Maria Tavarelli (2003)
- Che ne sarà di noi, reż. Giovanni Veronesi (2004)
- Chiamami Salomè, reż. Claudio Sestieri (2005)
- Quo vadis, baby?, reż. Gabriele Salvatores (2005)
- Sangue – La morte non esiste, reż. Libero De Rienzo (2005)
- Maria (Mary), reż. Abel Ferrara (2005)
- Romanzo criminale, reż. Michele Placido (2005)
- Melissa P., reż. Luca Guadagnino (2005)
- Padiglione 22, reż. Livio Bordone (2006)
- Napoleon i ja (N (Io e Napoleone)), reż. Paolo Virzì (2006)
- Mój brat jest jedynakiem, reż. Daniele Luchetti (2007)
- Nessuna qualità agli eroi, reż. Paolo Franchi (2007)
- Il mattino ha l'oro in bocca, reż. Francesco Patierno (2008)
- Tutta la vita davanti, reż. Paolo Virzì (2008)
- Il passato è una terra straniera, reż. Daniele Vicari (2008)
- Come Dio comanda, reż. Gabriele Salvatores (2008)
- La bella gente, reż. Ivano De Matteo (2009)
- Dziewięć (Nine), reż. Rob Marshall (2009)
- Nasze życie (La nostra vita), reż. Daniele Luchetti (2010)
- Czułość (La tenerezza), reż. Gianni Amelio (2017)

### Filmy krótkometrażowe
- La storia chiusa, reż. Emiliano Corapi – nagrodzony Nastro d’Argento 2001 (2001)
- Gas, reż. C. Noce – zwycięzca Festival di Imola 2003 (2003)
- Non riesco a smettere di vomitare, reż. Adriano Ercolani (2004)
- Trevirgolaottantasette, reż. Valerio Mastandrea – nagrodzony Nastro d’Argento 2005 (2005)
- Stasera torno prima, reż. Libero de Rienzo (2008)

### Produkcje telewizyjne
- Cornetti al miele, reż. Sergio Martino (1999)
- Padre Pio, reż. Carlo Carlei (2000)
- Un medico in famiglia 2 (2000)
- Via Zanardi 33, reż. Antonello De Leo i Andrea Serafini (2001)
- Per amore, reż. Carmela Cincinnati i Peter Exacoustos (2002)
- Il sequestro Soffiantini, reż. Riccardo Milani (2002)
- Padri, reż. Riccardo Donna (2002)
- Ferrari, reż. Carlo Carlei (2003)
- Paolo Borsellino, reż. Gianluca Maria Tavarelli (2004)
- Ti piace Hitchcock?, reż. Dario Argento (2005)

## Nagrody i wyróżnienia
- 2003 – najlepszy aktor na festiwalu Annecy Cinéma Italien
- 2003 – najlepszy aktor Linea d'ombra
- 2004 – nominacja najlepszy aktor pierwszoplanowy David di Donatello
- 2004 – nominacja najlepszy aktor drugoplanowy Nastro d’argento
- 2004 – najlepszy aktor Maremetraggio
- 2005 – najlepszy aktor Premio Fice
- 2006 – najlepszy aktor Clorofilla Film Festival
- 2007 – najlepszy aktor komediowy Golden Graal
- 2007 – najlepszy aktor pierwszoplanowy Ciak d’oro
- 2007 – aktor odkrycie roku Premio Biraghi
- 2007 – najlepszy aktor pierwszoplanowy David di Donatello
- 2007 – aktor odkrycie roku Globo d’oro
- 2010 – nagroda dla najlepszego aktora na 63. MFF w Cannes
- 2010 – najlepsza rola pierwszoplanowa Nastro d’argento